# 5451 Plato
För andra betydelser, se Plato.
5451 Plato eller 4598 P-L är en asteroid i huvudbältet som upptäcktes den 24 september 1960 av den nederländsk-amerikanske astronomen Tom Gehrels och det nederländska astronomparet Ingrid van Houten-Groeneveld och Cornelis Johannes van Houten vid Palomarobservatoriet. Den är uppkallad efter den grekiske filosofen Platon.
Asteroiden har en diameter på ungefär 8 kilometer.